# Chiến tranh La Mã – Parthia (58–63)
Chiến tranh La Mã – Parthia từ năm 58 tới năm 63, hay còn được gọi là Chiến tranh kế vị Armenia, là cuộc chiến tranh xảy ra giữa Đế quốc La Mã và đế chế Parthia nhằm tranh giành quyền kiểm soát đối với Armenia, một quốc gia đệm quan trọng giữa hai thế lực. Armenia đã là một nhà nước chư hầu của La Mã từ thời Hoàng đế Augustus, nhưng trong năm 52/53, người Parthia đã thành công trong việc đưa ứng viên riêng của họ, Tiridates, ngồi lên ngai vàng của Armenia.
Những sự kiện này trùng hợp với thời điểm Nero lên ngôi hoàng đế ở Roma, và vị hoàng đế trẻ tuổi quyết định phản ứng lại một cách mạnh mẽ. Cuộc chiến tranh này là chiến dịch lớn duy nhất diễn ra ở bên ngoài đế quốc dưới Triều đại của ông, bắt đầu với thành công nhanh chóng cho quân đội La Mã, dưới sự chỉ huy của viên tướng tài năng, Gnaeus Domitius Corbulo. Họ đã chiến thắng quân đội trung thành với Tiridates, và đưa ứng viên riêng của mình, Tigranes VI, lên làm vua của vương quốc Armenia. Người La Mã đã có được lợi thế đó là vào lúc này, vua Vologases I của Parthia đang phải đàn áp của một loạt các cuộc nổi dậy diễn ra trong vương quốc của mình. Tuy nhiên, ngay sau khi những cuộc nổi dậy đã bị dập tắt, người Parthia đã chuyển sự chú ý của họ đến Armenia, và sau một vài năm giao chiến mà không phân thắng bại, họ đã giánh cho người La Mã một thất bại nặng nề trong trận Rhandeia.
Cuộc chiến tranh này kết thúc ngay sau đó, trong tình thế thật sự bế tắc và một sự thỏa hiệp chính thức: một hoàng tử Parthia thuộc dòng dõi Arsaces từ nay về sau sẽ ngồi trên ngai vàng Armenia, nhưng ông ta phải được sự chấp thuận của hoàng đế La Mã  Cuộc xung đột này là lần đối đầu trực tiếp đầu tiên giữa Parthia và người La Mã kể từ cuộc viễn chinh tai hại của Crassus và chiến dịch của Marcus Antonius một thế kỷ trước đó, và cũng sẽ là cuộc chiến tranh đầu tiên của một chuỗi dài các cuộc chiến tranh giữa Roma và các cường quốc của người Iran trên khắp Armenia (xem chiến tranh La Mã-Ba Tư).

## Bối cảnh
Kể từ khi nước Cộng hòa La Mã và Đế chế Parthia bắt đầu giao thiệp với nhau vào giữa thế kỷ 1 trước Công nguyên, hai cường quốc lớn đã luôn xảy ra va chạm với nhau trong việc giành quyền kiểm soát của các quốc gia khác nhau nằm giữa chúng. Lớn nhất và quan trọng nhất trong số này đó là vương quốc Armenia. Trong năm 20 trước Công nguyên, Augustus đã thành công trong việc thiết lập một sự bảo hộ của La Mã trên toàn quốc gia này và khi đó Tigranes III đã được đưa lên làm vua của Armenia. Ảnh hưởng của La Mã được củng cố thông qua một loạt các vị vua được La Mã đỡ đầu cho đến năm 37 sau công nguyên, khi một ứng viên thân Parthia, Orodes chiếm được ngay vàng. Vị vua thân La Mã, Mithridates, sau đó đã phục hồi được ngai vàng của mình với sự trợ giúp của Hoàng đế Claudius vào năm 42 CN, nhưng ông ta lại bị người cháu trai của mình là Rhadamistus của Iberia lật đổ năm vào 51 CN. Tuy nhiên, sự cai trị của ông ta nhanh chóng khiến cho dân chúng trở nên bất mãn và điều này đã tạo điều kiện cho vị vua mới đăng vị của Parthia, Vologases I, có cơ hội để can thiệp. Quân đội của ông ta nhanh chóng chiếm được hai kinh đô của Armenia, Artaxata và Tigranocerta, và đưa em trai ông là Tiridates lên ngôi. Dẫu vậy, một mùa đông khắc nghiệt cùng với sự bùng nổ của dịch bệnh bắt buộc người Parthia phải rút lui, và điều này cho phép Rhadamistus có thể giành lại ngai vàng. Sau khi quay trở về nắm quyền, cách đối đãi của ông ta với thần dân của mình thậm chí còn tồi tệ hơn so với trước đây, và do đó dân chúng đã nổi loạn chống lại ông ta. Vì vậy, trong năm 54 CN, Rhadamistus đã phải bỏ chạy tới triều đình của cha mình ở Iberia, và Tiridates quay trở lại cai trị Armenia.
Trong cùng năm đó, tại Roma, Hoàng đế Claudius qua đời và con trai riêng của vợ ông, Nero lên kế vị. Sự xâm phạm của Parthia vào một khu vực được coi là nằm trong phạm vi ảnh hưởng của La Mã được nhiều người coi là một thử thách lớn nhằm kiểm chứng năng lực của vị tân hoàng đế. Nero đã phản ứng một cách mạnh mẽ, ông bổ nhiệm Gnaeus Domitius Corbulo, một vị tướng đã chứng tỏ được tài năng của mình ở Đức và bây giờ đang giữ chức thống đốc của châu Á, nắm toàn quyền chỉ huy ở phía Đông.

## Ngoại giao và sự chuẩn bị

Armenia và miền đông của đế quốc La Mã vào khoảng năm 50 CN, trước khi xảy ra chiến tranh.

Corbulo đã được trao quyền kiểm soát hai tỉnh, Cappadocia và Galatia (miền trung Thổ Nhĩ Kỳ ngày nay), với quyền pháp quan và về sau là quyền tổng đốc hoặc quyền tuyệt đối. Mặc dù Galatia được coi là một vùng đất tốt cho việc tuyển binh và Cappadocia đã có một vài đơn vị quân trợ chiến, phần lớn quân đội của ông đến từ Syria, trong đó một nửa số đơn vị đồn trú ở Syria bao gồm bốn quân đoàn và một số đơn vị quân trợ chiến đã được chuyển đến dưới sự chỉ huy của ông.
Ban đầu, người La Mã đã hy vọng có thể giải quyết tình hình bằng các biện pháp ngoại giao: cả Corbulo và Ummidius Quadratus, thống đốc của Syria, đều phái sứ thần tới chỗ Vologases, đề xuất rằng ông ta sẽ giao nộp con tin, như là phong tục trong quá trình đàm phán, và để bảo đảm sự tin tưởng Bản thân Vologases lúc này lại đang phải bận tâm bởi cuộc nổi loạn của Vardanes-con trai ông-mà đã buộc ông ta phải cho triệt thoái quân đội khỏi Armenia và sẵn sàng tuân theo việc này  Một giai đoạn trì hoãn đã xảy ra ngay sau đó, trong khi vấn đề Armenia vẫn đang trong tình trạng lấp lửng. Corbulo đã sử dụng giai đoạn tạm lắng này để khôi phục lại kỷ luật và tình trạng sẵn sàng chiến đấu của quân đội, vốn đã suy giảm trong giai đoạn thái bình ở phương Đông. Theo Tacitus, Corbulo đã cho thải hồi tất cả người lính đã già hoặc ốm yếu, và bắt toàn bộ quân đội ở trong lều suốt những mùa đông khắc nghiệt của cao nguyên Anatolia để họ thích nghi những trận tuyết rơi ở Armenia, cùng với đó là thi hành kỷ luật nghiêm ngặt, xử tử bất kì ai đào ngũ. Tuy nhiên, cũng vào lúc này ông cũng tỏ ra quan tâm đến họ bằng cách thường xuyên có mặt giữa những người lính của mình, và chia sẻ những khó khăn của họ.
Trong khi đó, Tiridates được sự ủng hộ từ người anh trai của mình, đã từ chối đến Roma, và thậm chí tham gia vào các cuộc hành quân chống lại những người Armenia mà ông coi là trung thành với Roma. Tình trạng căng thẳng ngày càng gia tăng và cuối cùng vào đầu mùa xuân 58, chiến tranh đã nổ ra.

## La Mã tấn công
Corbulo đã đặt một số lượng lớn những đơn vị quân trợ chiến của mình trong một hệ thống các pháo đài gần biên giới Armenia dưới quyền một cựu primus pilus, Paccius Orfitus. Bất tuân mệnh lệnh của Corbulo, ông ta sử dụng một số alae kỵ binh trợ chiến vừa mới đến để phát động cuộc tấn công chống lại người Armenia, vốn dường như không chuẩn bị. Trong sự kiện này, cuộc tấn công của ông ta đã thất bại, và thậm chí đạo quân bại trận còn gây nên sự hoảng sợ giữa các đơn vị đồn trú trong những pháo đài khác. Đó là một điềm rủi khởi đầu cho một chiến dịch, và Corbulo đã nghiêm trị những người sống sót cùng viên chỉ huy của họ.
Bất chấp điềm rủi này, Corbulo lúc này đã sẵn sàng. Ông đã có ba quân đoàn mà ông có thể tùy ý sử dụng (III Gallica cùng VI Ferrata từ Syria và IV Scythica), ngoài ra còn có thêm một số lượng lớn quân trợ chiến và quân đồng minh từ các quốc gia chư hầu phía Đông như vua Aristobulus của Tiểu Armenia và Polemon II của Pontos. Tình hình lúc này lại có nhiều thuận lợi hơn nữa cho người La Mã: Vologases phải đối mặt với một cuộc khởi nghĩa nghiêm trọng của người Hyrcania ở khu vực biển Caspian cũng như những cuộc xâm nhập của người Dahae và Sacae, những bộ lạc du mục đến từ Trung Á, và vì vậy ông ta không thể hỗ trợ cho người em trai mình.
Cho tới lúc này, chiến tranh chủ yếu là cuộc chạm trán nhỏ dọc theo biên giới La Mã-Armenia. Corbulo đã cố gắng bảo vệ cho các khu định cư của những người Armenia thân La Mã khỏi bị tấn công, và đồng thời trả thù những người ủng hộ Parthia. Cho rằng Tiridates tránh những trận chiến lớn, Corbulo liền chia nhỏ lực lượng của mình để họ có thể tấn công nhiều nơi cùng một lúc, và chỉ thị cho các đồng minh của mình, vua Antiochus IV của Commagene và Pharasmanes I của Iberia tấn công Armenia từ lãnh thổ của họ. Ngoài ra, ông cũng thiết lập một liên minh với người Moschoi, một bộ lạc sống ở tây bắc Armenia.
Tiridates đã phản ứng bằng cách phái sứ thần tới hỏi rằng tại sao ông ta bị tấn công, khi mà con tin đã được giao nộp. Về điều này, Corbulo nói lại rằng ông ta phải có được sự thừa nhận của Nero cho ngôi vua của mình. Cuối cùng, cả hai bên đã nhất trí về một cuộc gặp mặt. Tiridates tuyên bố rằng ông sẽ đem theo 1.000 người đến cuộc gặp mặt và ngụ ý rằng Corbulo nên đem theo số người tương đương như vậy "trong trang phục hòa bình, không có giáp trụ và mũ sắt". Tacitus cho rằng Tiridates dự định sẽ áp đảo người La Mã, vì kỵ binh Parthia sẽ luôn vượt trội hơn bộ binh La Mã với quân số tương đương trong mọi trường hợp  Nhằm phô trương lực lượng, Corbulo quyết định đem theo phần lớn quân đội của mình, không chỉ VI Ferrata mà còn 3.000 lính từ III Gallica cộng với cả quân trợ chiến .Tiridates cũng đã xuất hiện tại địa điểm theo thoả thuận, nhưng khi nhìn thấy những người La Mã trong trang phục chiến đấu chỉnh tề, ông đã dần trở nên ngờ vực ý định của họ, ông cũng đã không đến gần hơn và rút lui ngay trong đêm Tiridates sau đó dùng đến đến một chiến thuật vốn đã được sử dụng hiệu quả một thế kỷ trước với Marcus Antonius: ông đã phái quân đội tấn công các tuyến đường tiếp tế của quân đội La Mã, mà kéo dài qua các ngọn núi ngược trở lại Trapezus ở trên bờ biển Đen. Tuy nhiên họ đã thất bại khi mà người La Mã đã chú tâm vào việc bảo vệ các tuyến đường núi bằng một loạt các pháo đài.

### Sự thất thủ của Artaxata

Các cuộc hành quân trong hai năm đầu của cuộc chiến tranh: Cuộc xâm lược và chinh phục Armenia của Corbulo.

Lúc này, Corbulo quyết định trực tiếp tấn công vào những thành trì kiên cố của Tiridates. Không chỉ vì chúng là công cụ giúp cho việc kiểm soát các vùng đất xung quanh cùng với nguồn thu cho ngân khố và binh lính mà còn là một mối đe dọa mà họ có thể sử dụng để buộc Tiridates phải mạo hiểm giao chiến, vì theo lời của nhà sử học A. Goldsworthy, "một vị vua mà không bảo vệ thần dân trung thành với mình [...] thì sẽ đánh mất thanh thế". Corbulo và cấp dưới của ông đã tấn công thành công ba trong số các pháo đài, bao gồm cả Volandum (có thể ngày nay là Iğdir)," pháo đài kiên cố nhất đất nước " theo Tacitus, chỉ trong vòng một ngày với số thương vong tối thiểu, và họ đã tàn sát đơn vị đồn trú của nó. Sợ hãi bởi những gì mà người La Mã có thể làm, một số thành phố và làng mạc đã đầu hàng, và tiếp sau đó người La Mã liền chuẩn bị tiến đánh kinh đô phía bắc của Armenia, Artaxata.
Điều này buộc Tiridates phải đối đầu với những người La Mã cùng với quân đội của mình, khi họ tiến đến Artaxata. Quân đội La Mã, sau khi được tăng cường bởi một vexillatio của X Fretensis, đã hành quân theo đội hình hình vuông rỗng với kị binh trợ chiến và lính bộ cung trợ giúp cho các quân đoàn lê dương. Những người lính La Mã hành quân dưới mệnh lệnh nghiêm ngặt đó là không được phá vỡ đội hình, bất kể liên tục bị các kị cung Parthia tấn công thăm dò và giả vờ rút lui hết lần này tới lần khác, họ đã gắn kết với nhau cho đến khi màn đêm buông xuống  Trong đêm, Tiridates triệt thoái khỏi kinh thành cùng với quân đội của mình. Cư dân của Artaxata nhanh chóng đầu hàng và họ được phép rời khỏi thành phố mà không bị cản trở nhưng bản thân thành phố đã bị thiêu trụi vì lúc đó người La Mã không thể có đủ quân để đồn trú nó.

### Sự thất thủ của Tigranocerta
Vào năm 59, người La Mã đã hành quân về phía nam, hướng tới Tigranocerta, kinh đô thứ hai của Armenia. Trên đường đi, binh lính của Corbulo đã trừng phạt những người chống cự hoặc trốn tránh họ, trong khi lại tỏ ra khoan dung đối với những người đầu hàng. Dưới khí hậu khắc nghiệt và địa hình khô cằn của miền bắc Lưỡng Hà, quân đội La Mã đã bị thiếu lương thực, đặc biệt là nước, cho đến khi họ có thể tới được các vùng đất màu mỡ hơn gần Tigranocerta. Trong thời gian đó, một âm mưu ám sát Corbulo đã được phát hiện và bị dập tắt. Một số quý tộc Armenia vốn đang có mặt tại doanh trại La Mã đã dính líu tới âm mưu này và bị hành quyết. Theo một câu chuyện được Frontinus cung cấp, khi quân đội La Mã đến Tigranocerta, họ phóng cái đầu bị chặt đứt của một trong những người chủ mưu vào thành phố. Tình cờ, nó đã rơi xuống đúng nơi mà hội đồng thành phố đang nhóm họp, họ ngay lập tức quyết định giao nộp thành phố, vì thế mà thành phố đã được tha thứ Ngay sau đó, một nỗ lực của quân đội Parthia dưới sự chỉ huy của vua Vologases nhằm tiến vào Armenia đã bị chặn lại bởi tay Verulanus Severus, viên tướng chỉ huy của lực lượng quân trợ chiến.
Lúc này, người La Mã đang nắm quyền kiểm soát Armenia, và họ nhanh chóng đưa một vị vua mới lên ngai vàng của nó, Tigranes VI, hậu duệ cuối cùng của hoàng gia Cappadocia. Một số vùng đất ở xa phía tây của Armenia cũng đã được nhượng lại cho các chư hầu của La Mã. Corbulo đã để lại 1.000 lính lê dương cùng với ba cohort quân trợ chiến và hai alae kỵ binh(khoảng 3-4,000 người) để hỗ trợ cho vị vua mới, và sau đó ông rút quân về Syria cùng với phần còn lại của quân đội, lúc này ông được trao cho chức Thống đốc của Syria (trong năm 60 CN) như là một phần thưởng cho chiến thắng của ông.

## Parthia phản công

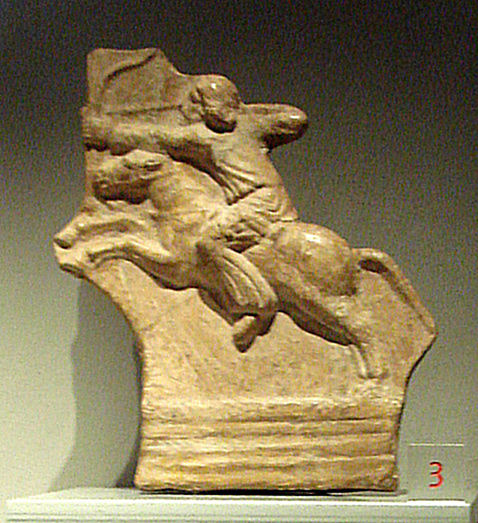
Hình khắc một kỵ sĩ bắn cung Parthia. Cự kỳ khéo léo và lưu động, họ hình thành nên xương sống của quân đội Parthia. Kết hợp với quân thiết kỵ cataphract, họ thành lập nên một lực lượng rất hiệu quả đã tiêu diệt quân đội La Mã tại Carrhae.

Người La Mã cũng nhận thức được rằng chiến thắng của họ vẫn còn mong manh, và ngay sau khi vua Parthia dập tắt được cuộc khởi nghĩa của người Hyrcania, ông ta sẽ chuyển sự chú ý của mình tới Armenia. Mặc dù bản thân Vologases không muốn mạo hiểm tiến hành một cuộc chiến tranh toàn diện với Roma, nhưng cuối cùng ông cũng bị buộc phải hành động khi Tigranes đột kích tỉnh Adiabene của người Parthia vào năm 61. Những lời kháng nghị một cách vô cùng giận dữ của Monobazus và cùng với lời cầu xin sự bảo vệ từ nhà vua đã khiến cho Vologases không thể bỏ qua, bởi lẽ uy tín và quyền lực hoàng gia của ông lúc này đang bị đe doạ. Do đó, Vologases vội vàng ký kết một hiệp ước với người Hyrcania để ông ta có thể tự do tiến hành chiến dịch chống lại Roma, và đồng thời ông triệu tập một hội đồng các quý tộc trong vương quốc của mình. Tại đó, ông công khai khẳng định địa vị của Tiridates là vua của Armenia bằng trao một chiếc vương miện cho ông ta. Để đưa em trai của mình quay trở lại ngai vàng Armenia, vua Parthia đã tập hợp một đạo quân kỵ binh tinh nhuệ dưới sự chỉ huy của Monaeses, ngoài ra còn được bổ sung thêm bộ binh đến từ Adiabene.
Đáp lại, Corbulo phái các quân đoàn IV Scythica và XII Fulminata đến Armenia, trong khi ông cắt cử ba quân đoàn khác nằm dưới quyền chỉ huy của mình (III Gallica, VI Ferrata và XV Apollinaris) vào việc củng cố phòng tuyến sông Euphrates, vì ông sợ rằng người Parthia có thể xâm lược Syria. Đồng thời, ông thỉnh cầu hoàng đế Nero chỉ định một legate riêng rẽ cho Cappadocia, cùng với trách nhiệm tiến hành cuộc chiến tranh ở Armenia.

### Người Parthia vây hãm Tigranocerta
Trong khi đó, Monaeses tiến quân vào Armenia và đến tận chân thành Tigranocerta. Ở bên trong thành phố, Tigranes đã quan tâm đến việc thu thập vật tư từ trước đó, thành phố này còn được củng cố và phòng thủ bởi cả người La Mã và người Armenia. Cuộc vây hãm của người Parthia phần lớn được binh lính người Adiabene thực hiện bời vì người Parthia vốn là những lính kỵ binh thì lại không có những kĩ năng như vậy và bản thân họ cũng không muốn tham gia vào việc vây hãm. Cuộc tấn công của người Parthia đã thất bại và họ bị đẩy lùi bởi một cuộc phá vây thành công của người La Mã. Ở thời điểm này, Corbulo phái một sứ thần tới chỗ Vologases, lúc này đang đóng trại cùng với triều đình của ông ta tại Nisibis, gần Tigranocerta và biên giới La Mã-Parthia. Cuộc bao vây thất bại và việc thiếu cỏ khô cho kỵ binh đã buộc Vologases phải đồng ý rút Monaeses khỏi Armenia  Tuy nhiên, người La Mã cũng đồng thời rút khỏi Armenia, và theo Tacitus, điều này đã làm tăng nghi ngờ về động cơ của Corbulo: đã có một số lời bàn tán rằng ông đã đạt được thỏa thuận cùng rút quân với người Parthia, và rằng ông không muốn mạo hiểm danh tiếng của mình bằng cách tiếp tục một cuộc chiến tranh chống lại họ. Ở một mức nào, một thỏa thuận đình chiến đã được dàn xếp và một sứ thần Parthia cũng đã được phái đến Roma. Tuy nhiên, các cuộc đàm phán đã không đi đến một hiệp ước nào cả và chiến tranh lại tiếp tục vào mùa xuân năm 62.
Trong khi đó, Lucius Caesennius Paetus, cựu chấp chính quan của năm 61 CN  đã được phái đến làm legate của Cappadocia. Quân đội đã được phân chia giữa ông ta và Corbulo, trong đó các quân đoàn như IV Scythica, XII Fulminata, quân đoàn V Macedonica mới đến và các đội quân trợ chiến từ Pontos, Galatia và Cappadocia sẽ nằm dưới quyền Paetus, trong khi Corbulo giữ lại III Gallica, VI Ferrata và X Fretensis. Và cũng vì cả hai đều muốn giành lấy vinh quang cho bản thân mình thế nên mối quan hệ giữa hai viên chỉ huy La Mã đã trở nên căng thẳng từ đầu. Đáng chú ý là Corbulo đã giữ lại cho bản thân mình các quân đoàn vốn đã cùng ông tham gia vào các chiến dịch vài năm trước đó, và giao lại cho vị tướng đồng nghiệp của ông những đơn vị có ít kinh nghiệm hơn  Người La Mã đã đưa ra chiến trường một lực lượng đáng kể: chỉ riêng sáu quân đoàn đã là khoảng 30.000 người. Con số chính xác và cách bố trí của các đơn vị quân trợ chiến thì lại không rõ ràng, nhưng cũng đã có bảy alae kị binh và bảy cohort bộ binh chỉ riêng tại Syria, vào khoảng từ 7-9,000 quân.

### Trận Rhandeia

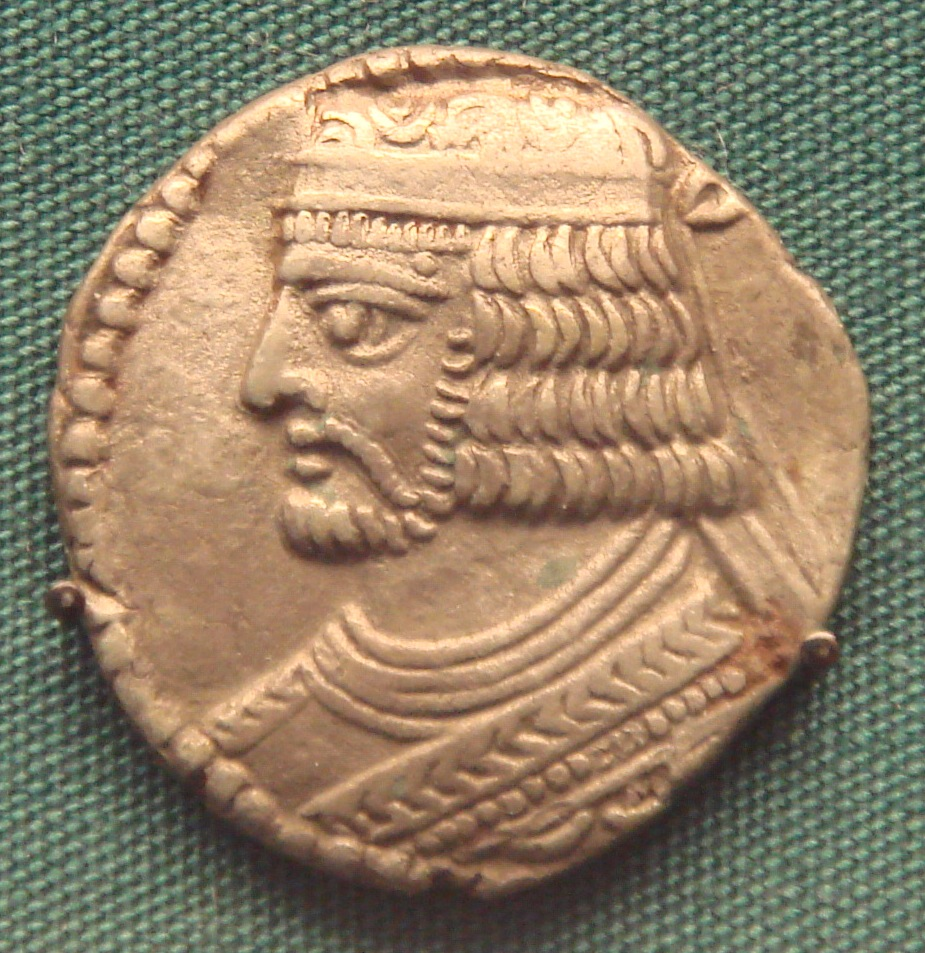
Đồng tiền vàng của Vologases I, Vua của Parthia.

Dù sao Paetus dường như cũng đã tin tưởng vào chiến thắng, và sau khi người Parthia tuyên bố chiến tranh cùng với đó là đánh chiếm Tigranocerta, ông ta đã tự mình xâm lược Armenia, trong khi Corbulo vẫn ở Syria, tăng cường củng cố hơn nữa hệ thống công sự ở biên giới Euphrates. Paetus chỉ có hai quân đoàn đi cùng với mình, IV Scythica và XII Fulminata, và tiến về Tigranocerta. Ông ta đã đánh chiếm được một vài pháo đài nhỏ nhưng do thiếu quân nhu nên sau đó đã buộc phải rút quân về phía tây để trú qua mùa đông.
Người Parthia ban đầu dự định xâm lược Syria, nhưng khi mà Corbulo làm ra vẻ đang phô trương sức mạnh quân sự, xây dựng một hạm đội tàu chiến nhỏ hùng mạnh được trang bị máy bắn đá và một cây cầu bắc qua sông Euphrates, cho phép ông thiết lập một chỗ đứng phía bên kia bờ của người Parthia. Người Parthia đã từ bỏ kế hoạch Syria của họ, và chuyển sự chú ý của họ tới Armenia. Trong khi đó, Paetus lại đã phân tán lực lượng của ông ta và cho phép các sĩ quan của mình nghỉ phép dài hơn, vì vậy mà ông ta đã không hề hay biết rằng người Parthia đang tiến đến. Ngay khi biết được điều đó, ban đầu ông ta đem quân chặn đánh Vologases, nhưng sau khi một đội trinh sát bị đánh bại, ông ta đã hoảng sợ và vội vã rút lui. Paetus đã gửi vợ và con trai của mình tới Arsamosata, và đã cố gắng để ngăn chặn đà tiến quân của người Parthia bằng cách chiếm đóng các đường đèo của dãy núi Taurus với các phân đội từ quân đội của ông. Tuy nhiên, trong khi làm như vậy, ông ta lại tiếp tục phân tán lực lượng của mình, mà sau đó đã bị người Parthia đánh bại một cách tường tận. Tinh thần của người La Mã đã bị sụt giảm và sự hoảng loạn đã xuất hiện trong toàn quân, và lúc này họ cũng lại đang bị người Parthia bao vây trong một loạt các doanh trại được dựng lên một cách vội vã ở gần Rhandeia. Paetus dường như đã rơi vào tình cảnh vô cùng tuyệt vọng và đã phải gửi thư báo khẩn cấp tới chỗ Corbulo để cho ông ta tới giải cứu mình.

Các cuộc hành quân trong những năm cuối cùng của chiến tranh: các cuộc đột kích của Tigranes vào lãnh thổ Parthia đã kích động một cuộc phản công của người Parthia, mà đỉnh điểm là sự đầu hàng của đạo quân La Mã dưới quyền L. Caesennius Paetus.

Corbulo trong khi đó đã nhận thức được sự nguy hiểm mà người đồng nghiệp của ông đã phải đối mặt, và ông đã đặt một phần quân đội của mình trong tình trạng sẵn sàng, nhưng ông đã không đến hội quân với Paetus, và đã có một số cáo buộc rằng ông cố tình trì hoãn để gặt hái được nhiều vinh quang hơn từ việc giải cứu ông ta.Tuy nhiên, khi mà những lời cầu cứu đến nơi, ông đã hưởng ứng nó một cách nhanh chóng và hành quân cùng với một nửa của đạo quân Syria, mang theo nhiều quân lương dự trữ được chất đầy trên những con lạc đà. Ông cũng đã sớm tiếp nhận những người lính bị phân tán trong quân đội của Paetus, và tìm cách để tập hợp họ quanh đội quân của mình Nhưng trước khi ông có thể đến giải cứu, Paetus đã đầu hàng: Người Parthia đã nhận thức được rằng đạo quân cứu viện đang đến gần, và vì thế họ ngày càng quấy nhiễu người La Mã, cho đến khi Paetus đã buộc phải gửi một bức thư cho Vologases để tìm kiếm các thỏa thuận Hiệp ước tiếp theo ngay sau đó là một sự nhục nhã: người La Mã không những phải rút khỏi Armenia mà còn phải giao nộp tất cả các pháo đài họ mà họ chiếm giữ, họ cũng còn phải đồng ý xây dựng một cây cầu bắc qua con sông Arsanias gần đó để cho Vologases có thể băng qua nó trên một con voi và trong niềm hân hoan. Ngoài ra, quân đội La Mã còn bị người Armenia cướp bóc một cách tự do, họ đã lấy đi cả vũ khí và quần áo của người La Mã mà không phải đối mặt với bất kỳ sự phản kháng nào. Còn tồi tệ hơn, theo những tin đồn do Tacitus đưa ra, người La Mã còn bị bắt phải chui dưới ách bò, một hành động cực kỳ nhục nhã trong mắt người La Mã.
Hại đội quân La Mã sau đó đã gặp nhau ở gần Melitene trên bờ sông Euphrates, và đều trong cảnh đau buồn; trong khi Corbulo than thở vì những thành tựu của ông đã bị hủy hoại, Paetus đã cố gắng thuyết phục ông hãy cố gắng đảo ngược tình hình bằng cách xâm lược Armenia. Tuy nhiên Corbulo từ chối, ông tuyên bố rằng mình không có quyền để làm như vậy, và rằng một trong hai cách quân đội đã kiệt sức và khó có thể tiến hành chiến dịch có hiệu quả. Cuối cùng, Paetus rút về Cappadocia còn Corbulo quay về Syria, tại đây ông đã tiếp đón các sứ thần của Vologases, người đã yêu cầu ông dỡ bỏ cây cầu bắc qua sông Euphrates của mình. Đổi lại, Corbulo yêu cầu người Parthia rút khỏi Armenia. Vologases đã đồng ý điều này, và cả hai bên đều rút hết quân của họ, một lần nữa để mặc cho Armenia trong tình trạng vô chủ nhưng trên thực tế nó lại nằm dưới sự kiểm soát của Parthia, cho đến khi một đoàn sứ thần Parthia có thể du hành đến Roma.

## Sự trở lại của Corbulo và hiệp ước hòa bình
Trong khi đó, phần lớn thành Roma dường như đã không nhận thức được tình hình thực tế tại Armenia. Tacitus ghi lại một cách gay gắt rằng "những vật kỷ niệm chiến công cho cuộc chiến tranh với người Parthia và các khải hoàn môn đã được dựng lên ở trung tâm của ngọn đồi Capitoline" theo sắc lệnh của viện nguyên lão, ngay cả lúc cuộc chiến tranh vẫn chưa đi đến thời điểm quyết định. Dù ảo tưởng của giới lãnh đạo La Mã có như thế nào đi chăng nữa, chúng đã tan vỡ vào lúc phái đoàn của Parthia đặt chân đến Roma vào mùa xuân năm 63. Những yêu cầu của họ cùng với việc chất vấn các đội trưởng đi theo họ ngay sau đó đã tiết lộ cho Nero và viện nguyên lão biết được quy mô thực sự của thảm họa mà đã bị Paetus che giấu trong những bản thông báo của mình. Tuy nhiên, theo lời của Tacitus, người La Mã đã quyết định "chấp nhận một cuộc chiến tranh nguy hiểm hơn là một nền hòa bình đáng hổ thẹn"; Paetus đã bị triệu hồi, và Corbulo một lần nữa được giao cho phụ trách chiến dịch tiến quân vào Armenia, đặc biệt là cùng với quyền tuyệt đối mà trao cho ông địa vị cao hơn tất cả các thống đốc khác và các vị vua chư hầu ở phía đông. Chức vụ thống đốc Syria của Corbulo sau đó được giao phó cho Gaius Cestius Gallus.
Corbulo đã sắp xếp lại lực lượng của mình, ông cho rút hai quân đoàn bại trận và phải chịu sự nhục nhã là IV Scythica cùng XII Fulminata về Syria, để lại quân đoàn X Fretensis bảo vệ Cappadocia và đưa những cựu binh của hai quân đoàn III Gallica và VI Ferrata tới Melitene, tại đây đội quân xâm lược đã được tập hợp. Ông còn bổ sung thêm quân đoàn V Macedonica, mà vẫn còn ở Pontus suốt năm trước và không bị ảnh hưởng bởi thất bại, và cả quân đoàn XV Apollinaris mới đến, ngoài ra còn có một số lượng lớn quân trợ chiến cùng với các đạo quân của những vị vua chư hầu.
Sau khi quân đội của ông vượt qua sông Euphrates và theo một con đường được Lucullus mở ra hơn một trăm năm trước, ông đã tiếp đón các sứ thần của cả Tiridates và Vologases. Với việc một lực lượng lớn như vậy đang tiến đến, và nhận thức được tài năng cầm quân của Corbulo, cả hai vị vua nhà Arsaces đều đã phải lo lắng đến việc đàm phán. Corbulo sau đó đã nhắc lại các điều kiện cũ của La Mã: Nếu Tiridates chấp nhận việc được trao vương miện ở Roma, thì sau đó chiến tranh mới có thể được ngăn chặn  Tiridates sẵn sàng đồng ý đàm phán, và Rhandeia, địa điểm diễn ra thất bại của người La Mã vào năm trước đó, đã được thỏa thuận là một nơi gặp gỡ. Đối với người Armenia, nơi này được dự định như một lời nhắc nhở về sức mạnh của họ, trong khi Corbulo đồng ý vì ông hy vọng có thể xóa đi ô nhục trước đó, bằng cách hòa bình hoặc chiến tranh. Khi đó, Corbulo giao cho con trai của Paetus, vốn đang giữ chức vụ là một legate dưới quyền ông, phụ trách một toán quân đi thu thập hài cốt của những người lính la Mã và đảm bảo họ được chôn cất. Vào ngày thích hợp, cả Tiridates và Corbulo, mỗi người mang theo 20 kỵ binh, đã tiến hành cuộc gặp mặt giữa hai bên. Tiridates đã đồng ý đến Roma để tìm kiếm sự chấp thuận của Nero cho ngôi vua của mình. Vài ngày sau, Tiridates đến trại La Mã, và như là để chứng minh cho sự thần phục của mình, Tiridates đã đặt vương miện của mình dưới chân của một bức tượng Nero đặt ở đó.

## Kết quả

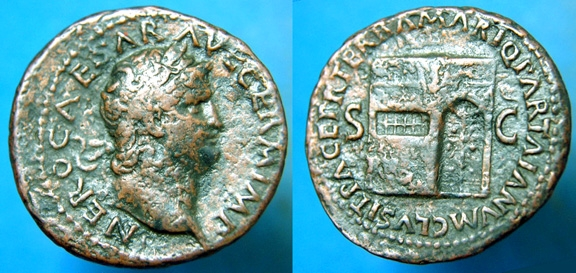
Một đồng as được đúc năm 66 ăn mừng "thắng lợi". Trên đồng tiền ta có thể thấy ngôi đền Janus đang được đóng, tượng trưng cho hoà bình trên khắp Đế quốc La Mã. Tuy nhiên, sự thái bình không kéo dài lâu: cũng trong năm đó, cuộc khởi nghĩa Do Thái nổ ra và nhiều đơn vị tham chiến trong cuộc chiến tranh Armenia sẽ được triển khai đi dẹp cuộc nổi dậy Do Thái.

Năm 66, Tiridates đã đến Rôma để nhận vương miện và đã được hoàng đế Nero tiếp đón một cách xa hoa. Nero muốn nhân dịp này chiếm được sự yêu mến của quần chúng. Nero đã cho đóng cửa đền Janus, một điều chỉ có thể được thực hiện trong giai đoạn hoà bình trên khắp Đế quốc La Mã.
Nero ăn mừng hoà bình này như là một thành tựu lớn: Ông được dân chúng gọi imperator và đã tổ chức một lễ khải hoàn, dù không chiếm được miếng đất nào và hoà bình có được thức chất phản ánh một sự thoả hiệp hơn là một chiến thắng thực sự. Vì mặc dù La Mã có thể chiếm ưu thế về mặt quân sự ở Armenia, nhưng về mặt chính trị, có thể nói là họ đã thất bại. Họ không có lựa chọn nào khác cho ngai vị Armenia ngoài một thành viên của gia tộc Arsaces (hoàng tộc Parthia). Do đó, Armenia sẽ được cai trị bởi triều đại gốc Iran. Và mặc dù, trên danh nghĩa, Armenia vẫn phục tùng Rôma, nhưng sự ảnh hưởng của Parthia lại ngày càng tăng. Thế hệ đời sau đã nhận xét là "Nero đã để mất Armenia". Và mặc dù Hoà ước tại Rhandeia đã mở ra một thời kỳ tương đối yên ổn trong suốt 50 năm tiếp đó, Armenia vẫn tiếp tục là một chủ đề tranh cãi giữa người La Mã và người Parthia cũng như người Sassanid kế nhiệm họ. Tuy nhiên, trong ngắn hạn, cả hai phía vẫn giữ được hoà bình mà Nero đã đạt được, ngay cả khi phần đông quân đội phương Đông của La Mã phải tham gia vào việc dập tắt cuộc khởi nghĩa Do Thái.
Đối với Corbulo, ông được Nero vinh danh là người đã mang lại thành công này. Tuy nhiên, sự nổi tiếng và ảnh hưởng của ông trong quân đội đã biến ông trở thành đối thủ tiềm ẩn của Nero. Cùng với sự có mặt của con rể ông là Lucius Annius Vinicianus trong một âm mưu tạo phản Nero năm 66, Corbulo trở thành nghi phạm trong mắt hoàng đế. Năm ông 67 tuổi, trong khi đi đang đi nghỉ ở Hy Lạp, Nero ra lệnh cho người bắt và hành quyết ông; khi nhận được tin này, Corbulo đã tự sát.
Cuộc chiến không kết quả này cũng đã chứng minh cho người La Mã rằng hệ thống phòng thủ ở phương Đông mà Augustus đã tạo nên, đã không còn thích hợp nữa. Do đó, trong những năm tiếp theo, La Mã đã bắt đầu mở một cuộc tái tổ chức lớn ở phía đông: các vương quốc chư hầu Pontus và Colchis (năm 64 sau Công nguyên), Cilicia, Commagene và Tiểu Armenia (năm 72 sau Công nguyên) đã được sáp nhập vào là La Mã, số lượng quân đoàn trong khu vực tăng lên và sự hiện diện của La Mã ở các nước chư hầu Iberia và Albania đã được củng cố, với mục tiêu bao vây chiến lược Armenia. Sự kiểm soát trực tiếp của La Mã đã được mở rộng ra dọc toàn bộ sông Euphrates, đặt nền móng cho limes phương đông vốn sẽ tồn tại cho đến cuộc chinh phục của người Hồi giáo vào thế kỷ thứ 7.